# Cees Bevers
Cornelis Petrus Maria (Cees) Bevers (Delft, 16 maart 1926 – Almelo, 31 december 2014) was een Nederlands burgemeester. Hij was lid van de KVP en later het CDA.

## Loopbaan
Bevers was de oudste zoon van een advocaat en wethouder in Delft. Hij was werkzaam bij het kabinet van de commissaris van de Koningin in Zuid-Holland toen hij in februari 1967 benoemd werd tot burgemeester van Borne. In 1973 werd Bevers burgemeester van de eveneens Overijsselse gemeente Hengelo, een functie die hij tot maart 1991 vervulde. Later was hij als rechter verbonden aan de Rechtbank Almelo en was hij tussen 1992 en 1994 vicevoorzitter van de Raad van Advies voor de Ruimtelijke Ordening (RARO). 

## Onderscheidingen
Cees Bevers is Ridder Nederlandse Leeuw en Officier in de Orde van Oranje-Nassau, Lid van verdienste Nederlands Genootschap van Burgemeesters,  ereburger van de gemeente Hengelo en drager van de Paul Harris Fellow.
Cees Bevers overleed op 88-jarige leeftijd in Almelo.